# Enoploides bisulcus
Enoploides bisulcus är en rundmaskart som beskrevs av Christian Wieser och Stephen Donald Hopper 1967. Enoploides bisulcus ingår i släktet Enoploides och familjen Enoplidae. Inga underarter finns listade i Catalogue of Life.